# Goupilia
Goupilia is een monotypisch geslacht van schimmels uit de familie van de Sclerodermataceae. Het geslacht bevat alleen de soort Goupilia tuberoides.